# SV Stockerau
SV Stockerau is een Oostenrijkse voetbalclub uit Stockerau.

## Geschiedenis
Op 7 mei 1907 werd Stockerauer Sportvereinigung 07 opgericht. In 1913 bereikte de club de finale van het eerste kampioenschap in Niederösterreich en trof daar 1. Wiener Neustädter SC. De uitslag van de wedstrijd is niet meer bekend maar in die tijd werd de kampioen van de Wiener Liga gezien als kampioen van Niederösterreich omdat Wenen tot 1922 bij het Bundesland hoorde.

## Erelijst
- ÖFB Pokal

1991

## Stockerau in Europa
#Q = #kwalificatieronde, T/U = Thuis/Uit, W = Wedstrijd, PUC = punten UEFA coëfficiënten .
Uitslagen vanuit gezichtspunt SV Stockerau
| Seizoen | Competitie   | Ronde | Land              | Club                 | Totaalscore | 1e W    | 2e W    | PUC |
| ------- | ------------ | ----- | ----------------- | -------------------- | ----------- | ------- | ------- | --- |
| 1991/92 | Europacup II | Q     | Vlag van Engeland | Tottenham Hotspur FC | 0-2         | 0-1 (T) | 0-1 (U) | 0.0 |